# Dianmeisaurus gracilis
Il dianmeisauro (Dianmeisaurus gracilis) è un rettile acquatico estinto, appartenente ai saurotterigi. Visse nel Triassico medio (Anisico, circa 245 milioni di anni fa) e i suoi resti fossili sono stati ritrovati in Cina.

## Descrizione
Questo animale era di piccole dimensioni: l'olotipo, quasi completo, indica che l'esemplare non doveva superare i 50 centimetri di lunghezza. In generale Dianmeisaurus era molto simile ad altri saurotterigi arcaici dal corpo sottile vissuti in Cina nello stesso periodo, come Dianopachysaurus e Diandongosaurus. Come questi ultimi, anche Dianmeisaurus era dotato di un muso abbastanza largo e di orbite molto più grandi delle finestre sopratemporali. Tuttavia, Dianmeisaurus si differenziava da animali simili a causa di un setto interorbitale molto stretto, dell'articolazione mandibolare al livello del condilo occipitale, di un preocesso anterolaterale della clavicola grande e robusto, di un'ulna dotata di una parte prossimale molto più ampia di quella distale, e della presenza di 41 vertebre presacrali. 

## Classificazione
Descritto per la prima volta nel 2015, Dianmeisaurus è noto per un fossile quasi completo ritrovato nella formazione Guangling, nella provincia di Yunnan (Cina). Dianmeisaurus è considerato un membro arcaico dei saurotterigi, e in particolare mostra affinità con altri due generi di piccoli saurotterigi rinvenuti nella stessa formazione, Diandongosaurus e Dianopachysaurus. Al contrario di quest'ultimo, tuttavia, Dianmeisaurus non possedeva pachiostosi sulle costole caudali, non erano presenti più di tre ossificazioni carpali, e l'astragalo era di forma arrotondata. Rispetto a Diandongosaurus, Dianmeisaurus possedeva una regione preorbitale più corta di quella postorbitale, il postfrontale non era in contatto con il prefrontale lungo il margine dorsale dell'orbita, la sinfisi mandibolare era corta e lo spleniale ne era parte, e i denti premascellari e della parte anteriore della mandibola erano a forma di zanne ma non enormi. In Diandongosaurus, inoltre, il processo anterolaterale della clavicola era molto acuto e sottile.
Analisi filogenetiche indicano che Dianmeisaurus era probabilmente il sister group di Diandongosaurus; questi due generi, insieme a Majiashanosaurus, Keichousaurus e Dianopachysaurus, sembrerebbero far parte di un clade monofiletico di saurotterigi arcaici, più vicini ai notosauri rispetto ai pachipleurosauri europei (Dactylosaurus, Anarosaurus, Serpianosaurus e Neusticosaurus). 

## Paleobiologia
La coesistenza di tre saurotterigi di piccola taglia indica che i saurotterigi erano un gruppo di rettili marini altamente diversificato nella fauna di Luoping, durante l'inizio del Triassico medio.